# Bandidus brisbanensis
Bandidus brisbanensis is een insect uit de familie van de mierenleeuwen (Myrmeleontidae), die tot de orde netvleugeligen (Neuroptera) behoort. 
Bandidus brisbanensis is voor het eerst wetenschappelijk beschreven door New in 1985.